# Яванска операция
Яванската операция е военна операция на японските въоръжени сили по време на Втората световна война (февруари-март 1942) за завладяване на о-в Ява и на Нидерландска Индия (Индонезия).
Японските сили (16-а армия, 11-и въздушен флот, 3-ти военноморски флот и части от 3-то авиационно съединение) значително превъзхождат силите на съюзниците, както по численост, така и по оперативно разгръщане.
На 14 февруари японците извършват въздушен и морски десант в района Палембанга (о-в Суматра), на 19 февруари - на о-в Бали.
Към края на февруари Япония завладява островите Суматра и Тимор и блокира о-в Ява.
На 27-28 февруари японската ескадра под командването на адмирал Токахаси (4 крайцера, 14 разрушителя) разгромява съюзната ескадра на адмирал К. Доорман (5 крайцера, 10 разрушителя) и започва стоварване на войски на о-в Ява.
На 5 март е превзета Батавия (Джакарта), на 8 март – Сурабая, и на 12 март о-в Ява е изцяло завладян.
Към 15 март всички о-ви на Нидерландска Индия (Индонезия) са окупирани от японската армия, което се счита за край на операцията. В резултат на тази операция японските въоръжени сили укрепват позициите си във войната в Тихия океан.